# Leopold Joseph von Daun
Leopold Joseph, comte von Daun ou Dhaun, prince de Thiano, né à Vienne le 24 septembre 1705 et mort le 5 février 1766, est un militaire impérial du XVIIIe siècle. Il commande pendant la guerre de Succession d'Autriche et la guerre de Sept Ans et termine sa carrière avec le grade de feld-maréchal de l'armée impériale.

## Biographie
Son père et son grand-père étant eux-mêmes des généraux, Leopold Joseph von Daun se dirige tout naturellement vers une carrière militaire. Il commence à servir dans le régiment de son père en Sicile en 1718. Il avait atteint le grade de colonel quand éclate la guerre de Succession de Pologne, en 1734, au cours de laquelle il participe à ses premiers combats en Italie et sur le Rhin. Il combat ensuite durant la Quatrième Guerre austro-turque (1737-1739), au cours de laquelle il est promu au rang de major-général.
Durant la guerre de Succession d'Autriche (1740-1748), Daun mène l'avant-garde de l'armée de Ludwig Andreas Graf Khevenhüller durant la campagne victorieuse de celui-ci sur le Danube en 1743. Ses supérieurs lui confièrent des commandements importants et il atteint le grade de lieutenant-général en 1745 après avoir participé aux batailles de Hohenfriedberg et Soor. Il prend également part à la bataille de Lauffeld et, après la guerre, l'impératrice Marie-Thérèse le fait chevalier de l'ordre de la Toison d'or. Il s'emploie à réorganiser l'armée impériale entre la guerre de Succession d'Autriche et la guerre de Sept Ans et est élevé au rang de feld-maréchal en 1754.
En 1757, il est mis à la tête de l'armée chargée de secourir Prague et, le 18 juin, inflige à Frédéric II de Prusse une sévère défaite lors de la bataille de Kolin. En l'honneur de cette victoire, l'impératrice créé l'ordre militaire de Marie-Thérèse et Daun reçoit la première grand-croix de cet ordre. Sous les ordres du prince Charles-Alexandre de Lorraine, il prend part à la victoire de Breslau, mais aussi à la défaite de Leuthen et il remplace le prince à la tête de l'armée à la suite de cette bataille. En 1758, Daun commence une guerre de manœuvres prudentes et, le 14 octobre, réussit à surprendre Frédéric II à la bataille de Hochkirch, lui infligeant une nouvelle défaite. Il poursuit la même tactique l'année suivante, encercle et force à se rendre une armée prussienne à Maxen le 21 novembre 1759. Mais ses temporisations lui font manquer les opportunités d'exploiter ces victoires et il est défait lors de la bataille de Torgau le 3 novembre 1760, au cours de laquelle il est blessé. À la fin de la guerre, il se consacre à nouveau à réorganiser l'armée et, à sa mort, Marie-Thérèse d'Autriche ordonne que l'on érige un monument à sa mémoire avec une inscription le décrivant comme « sauveur de ses États ».

## Source
Cet article comprend des extraits du Dictionnaire Bouillet. Il est possible de supprimer cette indication, si le texte reflète le savoir actuel sur ce thème, si les sources sont citées, s'il satisfait aux exigences linguistiques actuelles et s'il ne contient pas de propos qui vont à l'encontre des règles de neutralité de Wikipédia.